# 第64回国民体育大会
| 参加人数         | 約25,000人             |
| 競技数           | 正式競技38、公開競技4  |
| 開会式           | 9月26日                |
| 閉会式           | 10月6日                |
| 開会宣言         | 泉田裕彦（新潟県知事） |
| 選手宣誓         | 古川哲也・国原頼子     |
| 最終炬火ランナー | 加藤祥・桜井風花       |
| 主競技場         | 新潟スタジアム         |

第64回国民体育大会（だい64かいこくみんたいいくたいかい）は、冬季大会スケート・アイスホッケー競技会が2009年1月28日から2月1日まで青森県八戸市、三沢市、南部町において、同スキー競技会が2月17日から2月20日まで新潟県湯沢町を主会場として、本大会が2009年9月26日から10月6日まで新潟市を主会場としてそれぞれ開催された。新潟県開催分の愛称はトキめき新潟国体。2006年7月12日、トキめき新潟国体の開催が正式決定された。新潟県での国体開催は45年振り。

## 概要
- 大会スローガンは「トキはなて  君の力を  大空へ」。
- 大会マスコットは新潟県の鳥・朱鷺をモチーフにしてデザインされたペアのキャラクターで男の子が「とっぴー」、女の子が「きっぴー」、ペアで「トッキッキ」。
- 天皇杯・皇后杯は共に新潟県が獲得。開催地の両杯獲得は、2003年開催のNEW!!わかふじ国体から7年連続となった。
- 10月10日から12日まで第9回全国障害者スポーツ大会「トキめき新潟大会」も開催された。

## 冬季大会

### スケート競技会・アイスホッケー競技会
第64回国民体育大会冬季大会スケート・アイスホッケー競技会は、2009年1月28日から2月1日を会期として青森県八戸市、三沢市、南部町で開催された。テーマは「みちのく八戸国体」、スローガンは「北の氷都　若き躍動さわやかに」。

#### 実施競技・会場一覧
| 競技名         | 種目種別                    | 会場地 | 競技会場               |
| -------------- | --------------------------- | ------ | ---------------------- |
| スケート       | スピード                    | 八戸市 | 長根公園スケートリンク |
| スケート       | フィギュア ショートトラック | 三沢市 | 三沢アイスアリーナ     |
| アイスホッケー | 全種別                      | 八戸市 | 新井田インドアリンク   |
| アイスホッケー | 全種別                      | 八戸市 | 南部山アイスアリーナ   |
| アイスホッケー | 全種別                      | 南部町 | ふくちアイスアリーナ   |

### スキー競技会
第64回国民体育大会冬季大会スキー競技会は、2009年2月17日から2月20日を会期として開催された。開・閉会式は湯沢町の湯沢カルチャーセンターで、正式競技1種（スキー（含スノーボード））、公開競技1種（バイアスロン）は湯沢町、十日町市、妙高市で行われた。

#### 実施競技・会場一覧
| 競技名       | 種目種別                       | 会場地   | 競技会場                           |
| ------------ | ------------------------------ | -------- | ---------------------------------- |
| スキー       | ジャイアントスラローム         | 湯沢町   | 苗場スキー場                       |
| スキー       | スペシャルジャンプ             | 湯沢町   | 新潟県石打丸山シャンツェ           |
| スキー       | コンバインド(ジャンプ)         | 湯沢町   | 新潟県石打丸山シャンツェ           |
| スキー       | クロスカントリー               | 十日町市 | 十日町市吉田クロスカントリー競技場 |
| スキー       | コンバインド(クロスカントリー) | 十日町市 | 十日町市吉田クロスカントリー競技場 |
| スキー       | モーグル                       | 十日町市 | 松之山温泉スキー場                 |
| スノーボード | ジャイアントスラローム         | 妙高市   | 赤倉観光リゾートスキー場           |
| スノーボード | クロス                         | 妙高市   | 妙高杉ノ原スキー場                 |

## 本大会
本大会は、水泳大会のみ「会期前競技」として2009年9月9日から9月13日に先行で開催し、それ以外の種目は2009年9月26日から10月6日まで開催。開・閉会式は新潟市の新潟スタジアム（東北電力ビッグスワンスタジアム）で、正式競技38種、公開競技3種は県内各地の会場にて行われた。

### 実施競技
本大会 正式競技
| 競技名               | 種目種別                      | 会場地                           | 競技会場                                                       |
| -------------------- | ----------------------------- | -------------------------------- | -------------------------------------------------------------- |
| 陸上競技             | 全種別                        | 新潟市中央区                     | 東北電力ビッグスワンスタジアム                                 |
| 水泳                 | 競泳                          | 長岡市                           | ダイエープロビスフェニックスプール                             |
| 水泳                 | 飛び込み                      | 長岡市                           | ダイエープロビスフェニックスプール                             |
| 水泳                 | シンクロ                      | 長岡市                           | ダイエープロビスフェニックスプール                             |
| 水泳                 | 水球                          | 柏崎市                           | 新潟県立柏崎アクアパーク                                       |
| サッカー             | 少年男子                      | 新潟市中央区                     | 東北電力ビッグスワンスタジアム                                 |
| サッカー             | 少年男子                      | 新潟市中央区                     | 新潟市陸上競技場                                               |
| サッカー             | 少年男子                      | 新潟市中央区                     | 新潟市鳥屋野運動公園球技場                                     |
| サッカー             | 少年男子                      | 新潟市秋葉区                     | 新潟市新津金屋運動広場多目的グラウンド                         |
| サッカー             | 成年男子・女子                | 新発田市                         | 新発田市五十公野公園陸上競技場                                 |
| サッカー             | 成年男子・女子                | 新発田市                         | 新発田市五十公野公園野外体育施設（サン・スポーツランドしばた） |
| サッカー             | 成年男子・女子                | 新発田市                         | 新発田市新発田中央公園多目的運動広場                           |
| サッカー             | 成年男子・女子                | 新発田市                         | 新潟県立紫雲寺記念公園屋外施設多目的広場                       |
| サッカー             | 女子                          | 聖籠町                           | スポアイランド聖籠                                             |
| バレーボール         | 成年男子・女子（6人制）       | 小千谷市                         | 小千谷市総合体育館                                             |
| バレーボール         | 成年男子（9人制）             | 魚沼市                           | 魚沼市小出郷総合体育館                                         |
| バレーボール         | 成年女子（9人制）             | 魚沼市                           | 魚沼市堀之内体育館                                             |
| バレーボール         | 少年男子                      | 長岡市                           | 長岡市市民体育館                                               |
| バレーボール         | 少年男子                      | 長岡市                           | 長岡市北部体育館                                               |
| バレーボール         | 少年女子                      | 長岡市                           | 長岡市みしま体育館                                             |
| バレーボール         | 少年女子                      | 長岡市                           | 長岡市立越路西小学校体育館                                     |
| テニス               | 成年男子・少年女子            | 長岡市                           | 長岡市営希望が丘テニス場                                       |
| テニス               | 成年女子・少年男子            | 南魚沼市                         | 南魚沼市大原運動公園テニスコート                               |
| ボート               | 全種別                        | 阿賀町                           | 新潟県立津川漕艇場                                             |
| ホッケー             | 全種別                        | 新潟市西蒲区                     | 城山運動公園多目的広場                                         |
| ボクシング           | 全種別                        | 加茂市                           | 加茂勤労者体育センター                                         |
| 体操                 | 全種別 (少年女子新体操含む)   | 上越市                           | リージョンプラザ上越                                           |
| バスケットボール     | 成年男子                      | 佐渡市                           | 佐渡市両津総合体育館                                           |
| バスケットボール     | 成年女子                      | 新潟市中央区                     | 新潟市鳥屋野総合体育館                                         |
| バスケットボール     | 成年女子                      | 新潟市中央区                     | 新潟市体育館                                                   |
| バスケットボール     | 成年女子                      | 新潟市西区                       | 新潟市西総合スポーツセンター                                   |
| バスケットボール     | 成年女子                      | 新潟市江南区                     | 新潟市横越総合体育館                                           |
| バスケットボール     | 成年女子                      | 新潟市東区                       | 新潟市東総合スポーツセンター                                   |
| バスケットボール     | 少年男子                      | 新潟市東区                       | 新潟市東総合スポーツセンター                                   |
| バスケットボール     | 少年女子                      | 新潟市江南区                     | 新潟市亀田総合体育館                                           |
| レスリング           | 全種別                        | 新潟市南区                       | 新潟市白根カルチャーセンター                                   |
| セーリング           | 全種別                        | 聖籠町                           | 網代浜船だまり特設セーリング会場                               |
| ウエイトリフティング | 全種別                        | 三条市                           | 新潟県県央地域地場産業振興センターメッセピア多目的大ホール     |
| ハンドボール         | 成年男子                      | 柏崎市                           | 柏崎市総合体育館                                               |
| ハンドボール         | 成年男子                      | 柏崎市                           | 新潟県立柏崎高等学校体育館                                     |
| ハンドボール         | 成年女子                      | 柏崎市                           |                                                                |
| ハンドボール         | 刈羽村                        | 刈羽村生涯学習センター「ラピカ」 |                                                                |
| ハンドボール         | 少年男子・女子                | 上越市                           | リージョンプラザ上越                                           |
| ハンドボール         | 少年男子・女子                | 上越市                           | 上越市柿崎総合体育館（男子のみ）                               |
| ハンドボール         | 少年男子・女子                | 妙高市                           | 妙高市立新井中学校体育館                                       |
| 自転車               | ロード・レース                | 南魚沼市                         | 特設ロード・レース・コース (1周37.0km)                         |
| 自転車               | トラック・レース              | 弥彦村                           | 弥彦競輪場                                                     |
| ソフトテニス         | 成年男子・女子                | 新潟市東区                       | 新潟市庭球場                                                   |
| ソフトテニス         | 少年男子・女子                | 上越市                           | 上越総合運動公園テニスコート                                   |
| 卓球                 | 全種別                        | 柏崎市                           | 柏崎市総合体育館                                               |
| 軟式野球             | 成年                          | 三条市                           | 三條機械スタジアム                                             |
| 軟式野球             | 成年                          | 見附市                           | 見附運動公園野球場                                             |
| 軟式野球             | 成年                          | 阿賀野市                         | 阿賀野市水原野球場                                             |
| 軟式野球             | 成年                          | 五泉市                           | 五泉市営野球場                                                 |
| 軟式野球             | 成年                          | 佐渡市                           | 佐渡市サン・スポーツランド畑野野球場                           |
| 軟式野球             | 成年                          | 佐渡市                           | 佐渡市つつじヶ丘公園佐和田野球場                               |
| 相撲                 | 全種別                        | 村上市                           | 山北総合体育館                                                 |
| 馬術                 | 全種別                        | 三条市                           | 三条市特設馬術競技場（旧三条競馬場）                           |
| フェンシング         | 全種別                        | 聖籠町                           | 聖籠町総合体育館                                               |
| 柔道                 | 全種別                        | 新潟市北区                       | 新潟市豊栄総合体育館                                           |
| ソフトボール         | 成年男子                      | 上越市                           | 上越市スポーツ公園野球場・多目的広場                           |
| ソフトボール         | 成年女子                      | 上越市                           | 上越市高田公園野球場・ソフトボール場                           |
| ソフトボール         | 少年女子                      | 上越市                           | 上越市少年野球場 A面・B面                                      |
| ソフトボール         | 少年男子                      | 糸魚川市                         | 糸魚川市美山球場                                               |
| ソフトボール         | 少年男子                      | 糸魚川市                         | 糸魚川市能生球場                                               |
| バドミントン         | 全種別                        | 五泉市                           | 五泉市総合会館                                                 |
| 弓道                 | 近的                          | 新潟市秋葉区                     | 新潟市新津地域学園弓道場                                       |
| 弓道                 | 遠的                          | 新潟市秋葉区                     | 新潟市新津地域学園特設遠的弓道場                               |
| ライフル射撃         | 50m・10m・AP                  | 胎内市                           | 新潟県立胎内ライフル射撃場                                     |
| ライフル射撃         | BR・BP                        | 胎内市                           | レクホール                                                     |
| ライフル射撃         | CP                            | 新潟市中央区                     | 新潟県警察学校射撃場                                           |
| 剣道                 | 全種別                        | 長岡市                           | 長岡市栃尾体育館                                               |
| ラグビー             | 全種別                        | 新発田市                         | 新発田市五十公野公園陸上競技場                                 |
| ラグビー             | 全種別                        | 新発田市                         | 新発田市五十公野公園野外体育施設(サン・スポーツランドしばた)   |
| ラグビー             | 全種別                        | 新発田市                         | 新発田市新発田中央公園多目的運動広場                           |
| 山岳                 | 全種別                        | 上越市                           | 安塚B&G海洋センター特設会場（リード・ボルダリング競技会場）    |
| カヌー               | スプリント                    | 長岡市                           | 寺泊港湾内特設カヌー競技場                                     |
| カヌー               | スラローム ワイルドウォーター | 三条市                           | 三条市八木ヶ鼻特設スラローム・ワイルドウォーター会場           |
| アーチェリー         | 全種別                        | 燕市                             | 燕市吉田ふれあい広場特設アーチェリー場                         |
| 空手                 | 全種別                        | 燕市                             | 燕市民体育館                                                   |
| 銃剣道               | 全種別                        | 村上市                           | 神林総合体育館                                                 |
| クレー射撃           | 全種別                        | 長岡市                           | 長岡国際射撃場                                                 |
| なぎなた             | 全種別                        | 刈羽村                           | 刈羽村生涯学習センター「ラピカ」                               |
| ボウリング           | 成年男子・女子                | 新潟市中央区                     | ラウンドワンスタジアム新潟店                                   |
| ボウリング           | 少年男子・女子                | 新潟市西区                       | グランドボウル黒埼                                             |
| ゴルフ               | 成年男子                      | 新発田市                         | フォレストカントリー倶楽部（東コース）                         |
| ゴルフ               | 成年女子                      | 新発田市                         | 紫雲ゴルフ倶楽部（加治川コース）                               |
| ゴルフ               | 少年男子・女子                | 胎内市                           | 中条ゴルフ倶楽部                                               |

本大会 公開競技
| 競技名         | 種目種別 | 会場地       | 競技会場                           |
| -------------- | -------- | ------------ | ---------------------------------- |
| 高等学校野球   | 硬式     | 新潟市中央区 | HARD OFF ECOスタジアム新潟         |
| 高等学校野球   | 軟式     | 村上市       | 荒川球場                           |
| 高等学校野球   | 軟式     | 村上市       | 神林球場                           |
| ビーチバレー   | 全種別   | 上越市       | 直江津海岸ビーチバレーコート       |
| トライアスロン | 全種別   | 村上市       | トキめき新潟国体トライアスロン会場 |

## 大会イメージソング
- 「ガムシャラな風になれ」

作詞・作曲：カナデフウビ
補作：財団法人ヤマハ音楽振興会
歌唱：須藤麻友美
編曲：内藤慎也
音楽ディレクター：花崎雅芳
CD録音エンジニア：鈴木英治、マスタリング・エンジニア：小林良雄、録音スタジオ：Yamaha Epicurus Studio
- ガムシャラな風になれ（トキめき新潟国体 新潟市実行委員会 公式サイト）
- カナデフウビ - インディーズバンド試聴サイト

## 総合成績

### 天皇杯
- 第1位：新潟県
- 第2位：東京都
- 第3位：大阪府

### 皇后杯
- 第1位：新潟県
- 第2位：東京都
- 第3位：大阪府